# Nashville Knights
Nashville Knights var ett amerikanskt professionellt ishockeylag som spelade i den amerikanska ishockeyligan East Coast Hockey League (ECHL) mellan 1989 och 1996. 1996 flyttades laget till Pensacola i Florida, för att vara Pensacola Ice Pilots. De spelade sina hemmamatcher i inomhusarenan Nashville Municipal Auditorium i Nashville i Tennessee. Laget hade samarbete med Tampa Bay Lightning i NHL och Atlanta Knights i IHL. De vann aldrig Riley Cup, som var trofén till det lag som vann ECHL:s slutspel mellan 1989 och 1996.
Spelare som spelade för dem var bland andra Glen Metropolit och Manon Rhéaume.